# Independencia (Yaracuy)
Independencia is een stad en gemeente in de Venezolaanse staat Yaracuy. De gemeente telt 65.800 inwoners.